# 约内尔·加内亚
约内尔·加内亚（羅馬尼亞語：Ionel Ganea，1973年8月10日—），罗马尼亚男子足球运动员，场上位置是前锋。他曾代表罗马尼亚国家队参加2000年欧洲足球锦标赛，结果队伍止步八强。